# Hyophila procera
Hyophila procera là một loài rêu trong họ Pottiaceae. Loài này được Paris & Broth. mô tả khoa học đầu tiên năm 1904.